# Camporosso
Camporosso – miejscowość i gmina we Włoszech, w regionie Liguria, w prowincji Imperia.
Według danych na rok 2004 gminę zamieszkiwało 5057 osób, gęstość zaludnienia wynosi 297,5 os./km².
W Camporosso urodził się św. Franciszek Maria z Camporosso (1804-1866), z zakonu Kapucynów.